# Konrad av Toscana
Konrad av Toscana, död 1130, var en italiensk monark. Han var regerande markgreve i Toscana mellan 1120 och 1130. 